# Поточек (Клодзький повіт)
Поточек (пол. Potoczek, нім. Neißbach) — село в Польщі, у гміні Мендзилесе Клодзького повіту Нижньосілезького воєводства.
Населення — 18 осіб (2011).
У 1975-1998 роках село належало до Валбжиського воєводства.

## Демографія
Демографічна структура станом на 31 березня 2011 року:
|          | Загалом | Допрацездатний вік | Працездатний вік | Постпрацездатний вік |
| -------- | ------- | ------------------ | ---------------- | -------------------- |
| Чоловіки | 14      | 0                  | 12               | 2                    |
| Жінки    | 4       | 0                  | 4                | 0                    |
| Разом    | 18      | 0                  | 16               | 2                    |